# Gorham (hrabstwo Coös)
Gorham – jednostka osadnicza w Stanach Zjednoczonych, w stanie New Hampshire, w hrabstwie Coös.